# Nilotinib

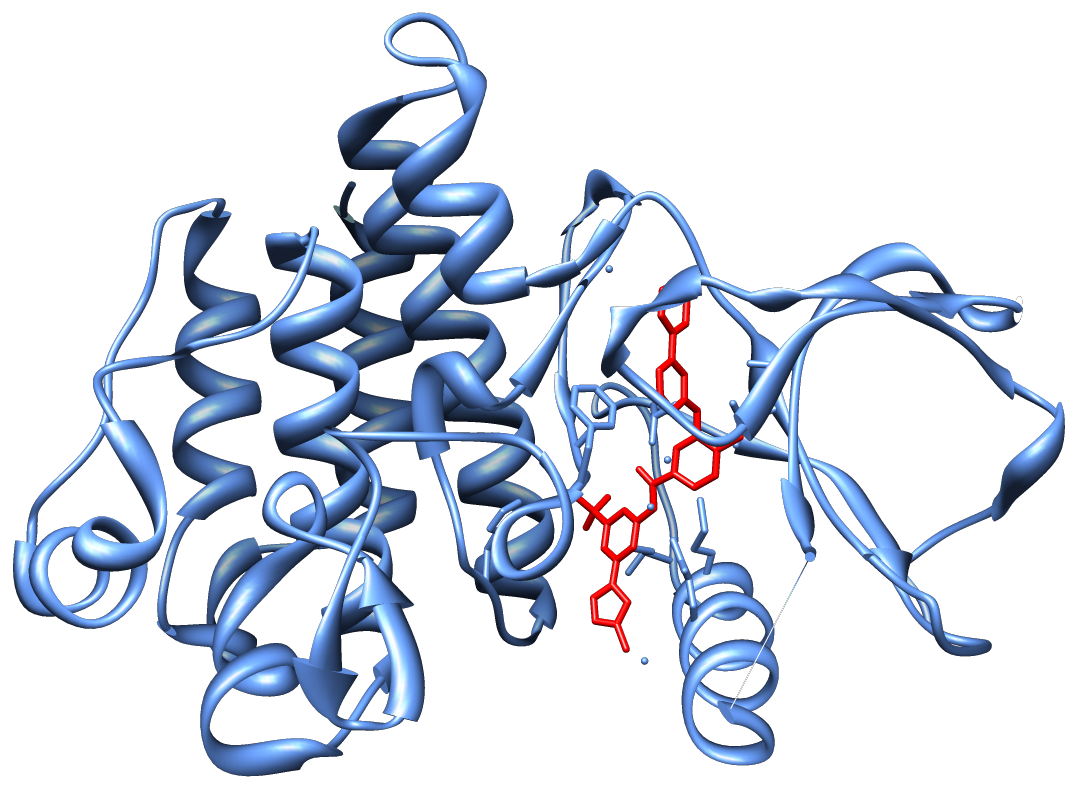
Amarrage moléculaire : nilotinib - chromosome de Philadelphie (Phi +) (BCR-ABL)

Le nilotinib est un inhibiteur de l'activité tyrosine-kinase Abl de l'oncoprotéine Bcr-Abl (Bcr : Breakpoint cluster region (en) - Abl : ABL (gene) (en)), à la fois dans les lignées cellulaires et dans les cellules leucémiques primaires chromosome Philadelphie positives. Le nilotinib est commercialisé par Novartis sous le nom de Tasigna (nom de code : AMN107).

## Mode d'action
Le nilotinib présente une forte affinité pour le site de liaison de l'adénosine triphosphate (ATP) avec lequel il va entrer en compétition. Il devient ainsi inhibiteur de l'oncoprotéine Bcr-Abl, y compris des formes résistantes à l'imatinib. Le nilotinib inhibe de manière sélective la prolifération et induit l'apoptose au niveau des lignées cellulaires et des cellules leucémiques primaires chromosome Philadelphie positives, chez les patients atteints de leucémie myéloïde chronique (LMC).

## Indications
Depuis le 6 avril 2011, le nilotinib est indiqué en traitement de première ligne de la leucémie myéloïde chronique (LMC) chromosome Philadelphie positif (Ph+) en phase chronique, nouvellement diagnostiquée.
Dans la mesure où la même thymidine kinase est activée dans le cerveau des patients parkinsoniens, le nilotinib est aussi testé dans cette pathologie.

## Contre-indications
Le nilotinib est de contre indication absolue en cas d'allaitement par manque de données sur l'excrétion dans le lait maternel. Il est plus ou moins contre indiqué pendant la grosesse par manque de données sur sa tératogénécité.
L'exposition paternelle ne serait pas à risque : selon l'avis du Centre de Référence sur les Agents tératogènes (CRAT) du 31 mars 2023, « les données publiées concernant des enfants conçus par des hommes traités par nilotinib sont très peu nombreuses (un peu moins de 30 enfants), mais aucun effet particulier attribuable au traitement paternel, notamment malformatif, n’est retenu à ce jour. »
Par ailleurs, le nilotinib serait responsable d'aplasie médullaire (thrombopénie, anémie et neurtropénie) constituant une contre indication informelle aux médicaments suseptibles de présenter une myelotoxicité.
Un allongement de l'intervalle QT peut aussi être attendu chez certains patients à risque (allongement congénital du QT, maladie cardiaque non contrôlée ou significative) ou avec des médicaments anti-arythmiques ou d’autres substances entraînant un allongement de cet intervalle QT.